# بابامبارکی
بابامبارکی روستایی از توابع بخش مرکزی شهرستان جم استان بوشهر در جنوب ایران.
این روستا در دهستان جم قرار دارد و بر اساس سرشماری رسمی ایران در سال ۱۳۹۵ آمار جمعیت آن ۸۴۰ نفر می‌باشد. بر همین اساس در سال ۱۳۸۵ آمار جمعیت آن ۵۳۱ نفر بوده‌است.